# Rini Soemarno
Rini Mariani Soemarno, née le 9 juin 1958 à Maryland, est une économiste et femme politique indonésienne.
Elle était ministre des entreprises d'État dans le cabinet de travail du président Joko Widodo. Elle est diplômée du Wellesley College, Massachusetts, en 1981. Elle été ministre du commerce et de l'Industrie dans le cabinet d'assistance mutuelle de Megawati Sukarnoputri de 2001 à 2004.